# Іпсвіч (Квінсленд)
Іпсвіч (англ. Ipswich) —  місто в Квінсленді (Австралія). 
Місто розташоване на річці Бремер в південно-західній частині агломерації Брисбена, приблизно за 40 кілометрів на захід від ділового центру Брисбена. Чисельність населення складає близько 200 000 осіб (до 2031 року прогнозується зростання до 435 000 жителів). Місто славиться своєю архітектурною, природною та культурною спадщиною, тут багато історичних будівель та понад 500 парків.
Іпсвіч був заснований як поселення для видобутку корисних копалин і спочатку планувалося зробити його столицею Квінсленду, але в кінцевому підсумку столицею став Брисбен через своє розташування поблизу океану і доступність для кораблів.

## Економіка
Іпсвіч є «колискою видобутку вугілля в Квінсленді». Вугільні шахти довгі роки були основою економіки міста. Переробна промисловість включала в себе виробництво глиняних виробів, лісопильні заводи, бойні та ливарні заводи. У Норт-Іпсвічі були великі залізничні майстерні. 
Іпсвіч залишається великим промисловим центром, із загальної чисельності працюючих понад 14 % зайнято в обробній промисловості, у порівнянні з 7,6 % для Квінсленду в цілому. У той же час регіон навколо міста має розвинуте сільське господарство.
Біля Іпсвіча, в Амберлі, розміщена велика база Королівських австралійських ВПС.

## Музеї
В Іпсвічі є художня галерея і залізничний музей.

## Повені
В Іпсвічі трапляються сильні повені, наймасштабнішими з яких були: Брисбенська повінь 1893 року, коли вода в річках Брисбен і Бремер піднялася на 24,5 метра; Брисбенська повінь 1974 року (пікове значення досягало 20,7 м) і Квінслендська повінь 2010-11 років (максимум якої 12 січня 2011 року досягав 19,4 м).

### 1893
Близько 35 осіб загинуло внаслідок повені в Брисбені 1893 року. У лютому того ж року річка Брисбен виходила з берегів три рази і четвертий раз — через кілька місяців. Семеро робочих загинуло в шахті в північному Іпсвічі, коли річка Бремер вийшла зі своїх берегів.

### 1974
14 осіб загинули внаслідок повені в січні 1974 року. Двоє людей загинуло в Іпсвічі. По всьому регіону затоплено щонайменше 6700 будинків. Тисячі будинків в Іпсвічі і Брисбені не підлягали відновленню.

### 2011
12 січня рівень води у річці Бремер в Іпсвічі досягав 19,5 метрів, вода затопила центральний діловий район і тисячі будинків. 38 осіб загинуло.
Найбільш постраждалими районами Іпсвіча були передмістя Гудна і Гейлс. Повінь дозволила акулам-бикам дістатися до центру Гудни, одну акулу помітили на вулиці Вільямс, а другу — на Квін-стріт.

## Клімат
Іпсвіч лежить у зоні вологого субтропічного клімату (Cfa за класифікацією кліматів Кеппена) з жарким і вологим літом і м'якою і теплою зимою з прохолодними ночами.
| Клімат Іпсвіча | Клімат Іпсвіча | Клімат Іпсвіча | Клімат Іпсвіча | Клімат Іпсвіча | Клімат Іпсвіча | Клімат Іпсвіча | Клімат Іпсвіча | Клімат Іпсвіча | Клімат Іпсвіча | Клімат Іпсвіча | Клімат Іпсвіча | Клімат Іпсвіча | Клімат Іпсвіча |
| Показник | Січ.           | Лют.           | Бер.           | Квіт.          | Трав.          | Черв.          | Лип.           | Серп.          | Вер.           | Жовт.          | Лист.          | Груд.          | Рік            |
| Абсолютний максимум, °C | 44,3           | 42,6           | 38,9           | 36,8           | 33,3           | 29,1           | 29,6           | 36,4           | 39,2           | 41,1           | 42,1           | 43,8           | 44,3           |
| Середній максимум, °C | 31,1           | 30,4           | 29,3           | 27,2           | 24,0           | 21,6           | 21,2           | 22,7           | 25,5           | 29,4           | 27,7           | 30,8           | 26,8           |
| Середній мінімум, °C | 19,6           | 19,5           | 17,7           | 14,0           | 10,0           | 7,0            | 5,3            | 6,2            | 9,5            | 13,4           | 16,3           | 18,4           | 13,1           |
| Абсолютний мінімум, °C | 11,6           | 11,1           | 6,7            | 1,0            | −3,1           | −4,3           | −4,8           | −4,9           | −0,2           | 2,1            | 4,9            | 6,8            | −4,9           |
| Норма опадів, мм | 116.5          | 122.4          | 82.8           | 56.0           | 52.9           | 46.1           | 39.1           | 28.8           | 33.3           | 74.2           | 81.7           | 121.4          | 854.8          |
| Вологість повітря, % | 51             | 54             | 52             | 48             | 48             | 46             | 42             | 38             | 38             | 43             | 46             | 49             | 46             |
| --- | -------------- | -------------- | -------------- | -------------- | -------------- | -------------- | -------------- | -------------- | -------------- | -------------- | -------------- | -------------- | -------------- |
| Джерело: Climate statistics for Australian locations (CHARLEVILLE AERO) / Austtralian Bureau of MeteorologyClimate statistics for Australian locations (AMBERLEY AMO) / Austtralian Bureau of Meteorology |                |                |                |                |                |                |                |                |                |                |                |                |                |

## Відомі уродженці
- Марк Тонеллі (1957) — австралійський плавець, олімпійський чемпіон.
- Томас Шепкотт (1935) — австралійський письменник-прозаїк, поет, драматург, лібретист, видавець і педагог.

## Галерея

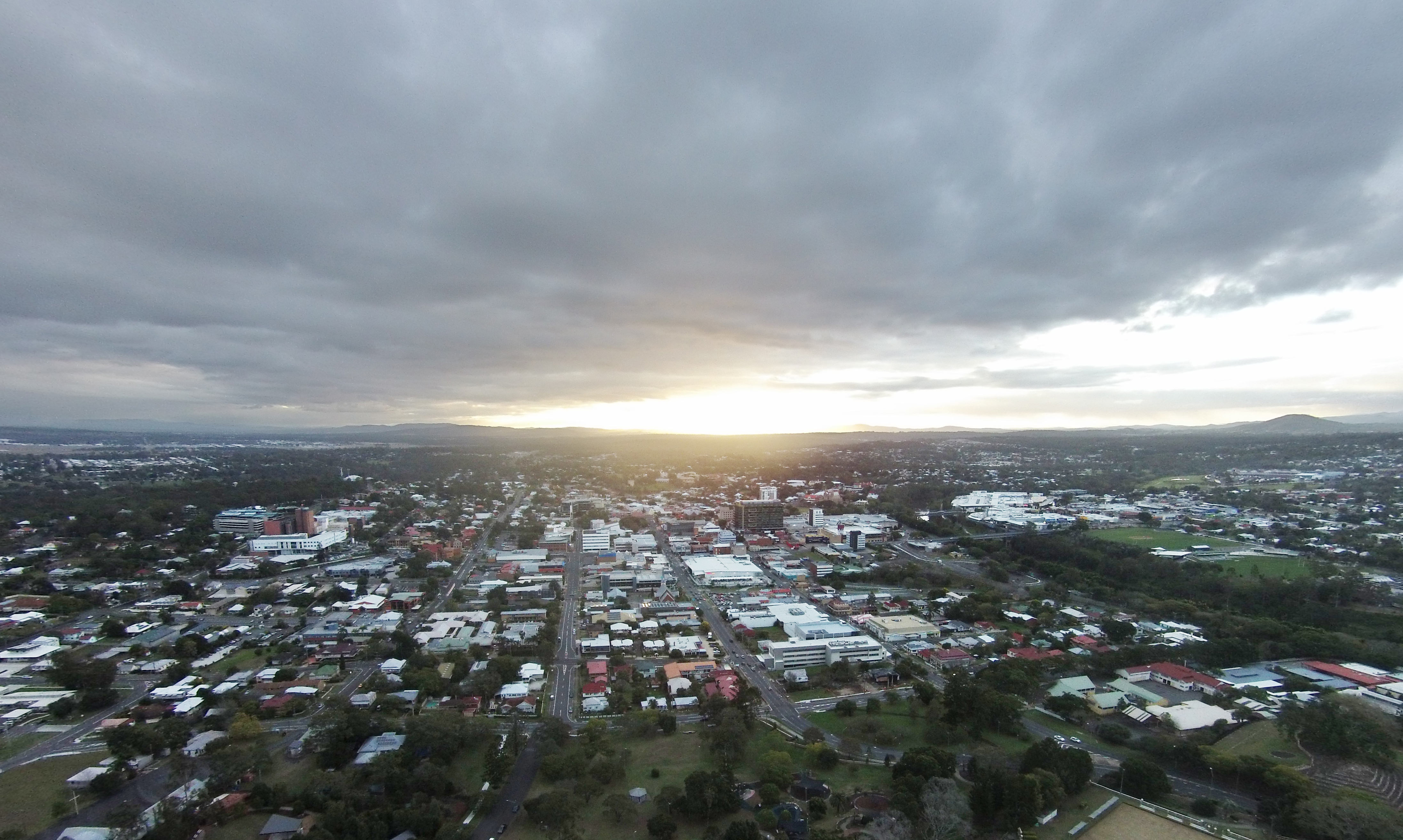
Іпсвіч з повітря
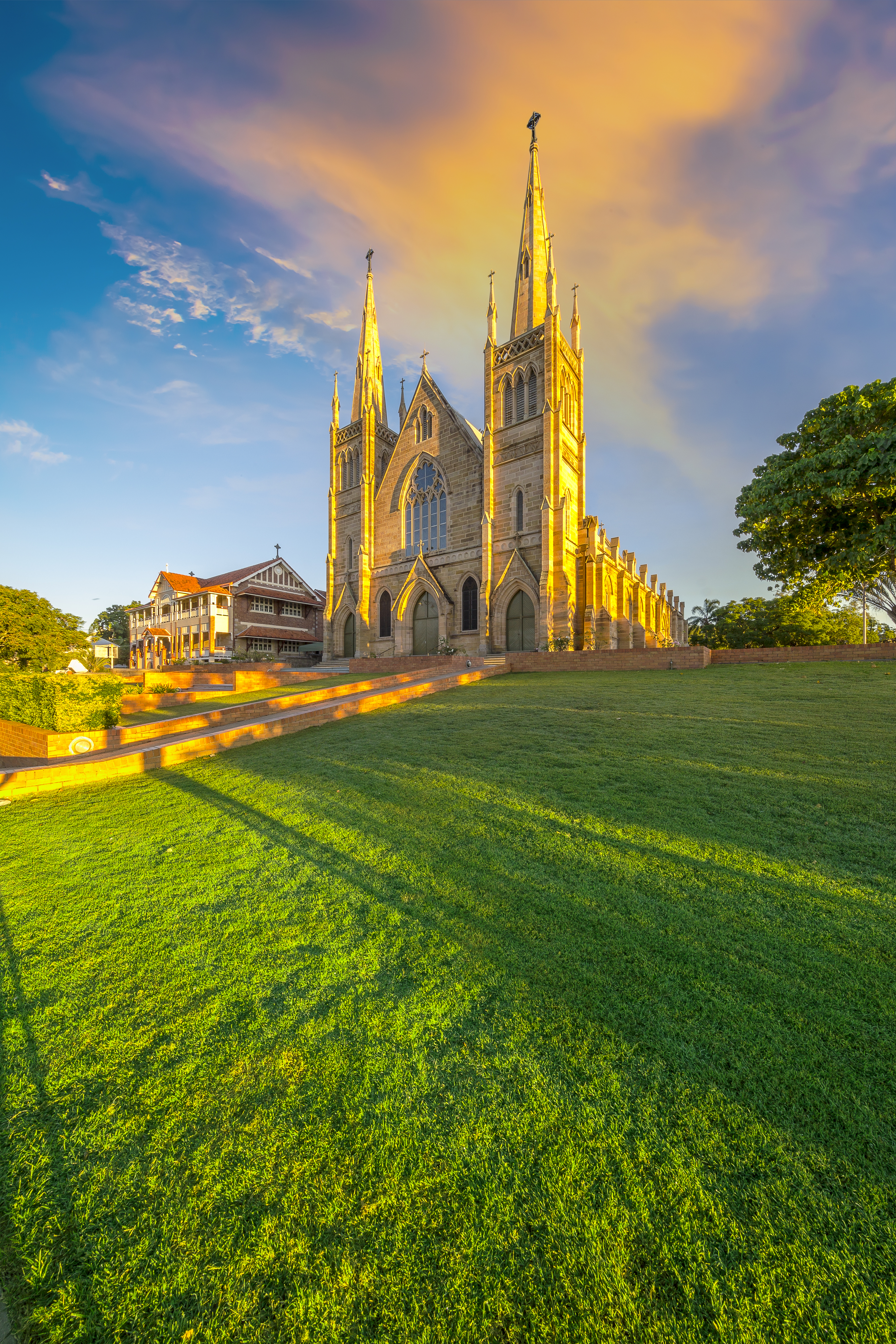
Собор Святої Марії
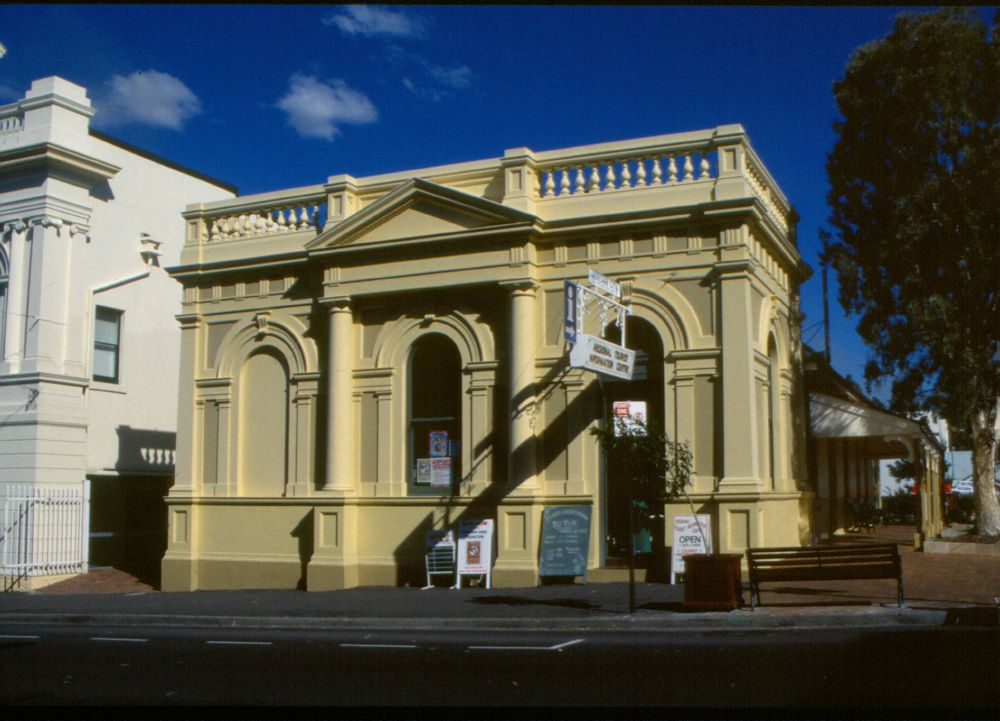
Колишня мерія міста
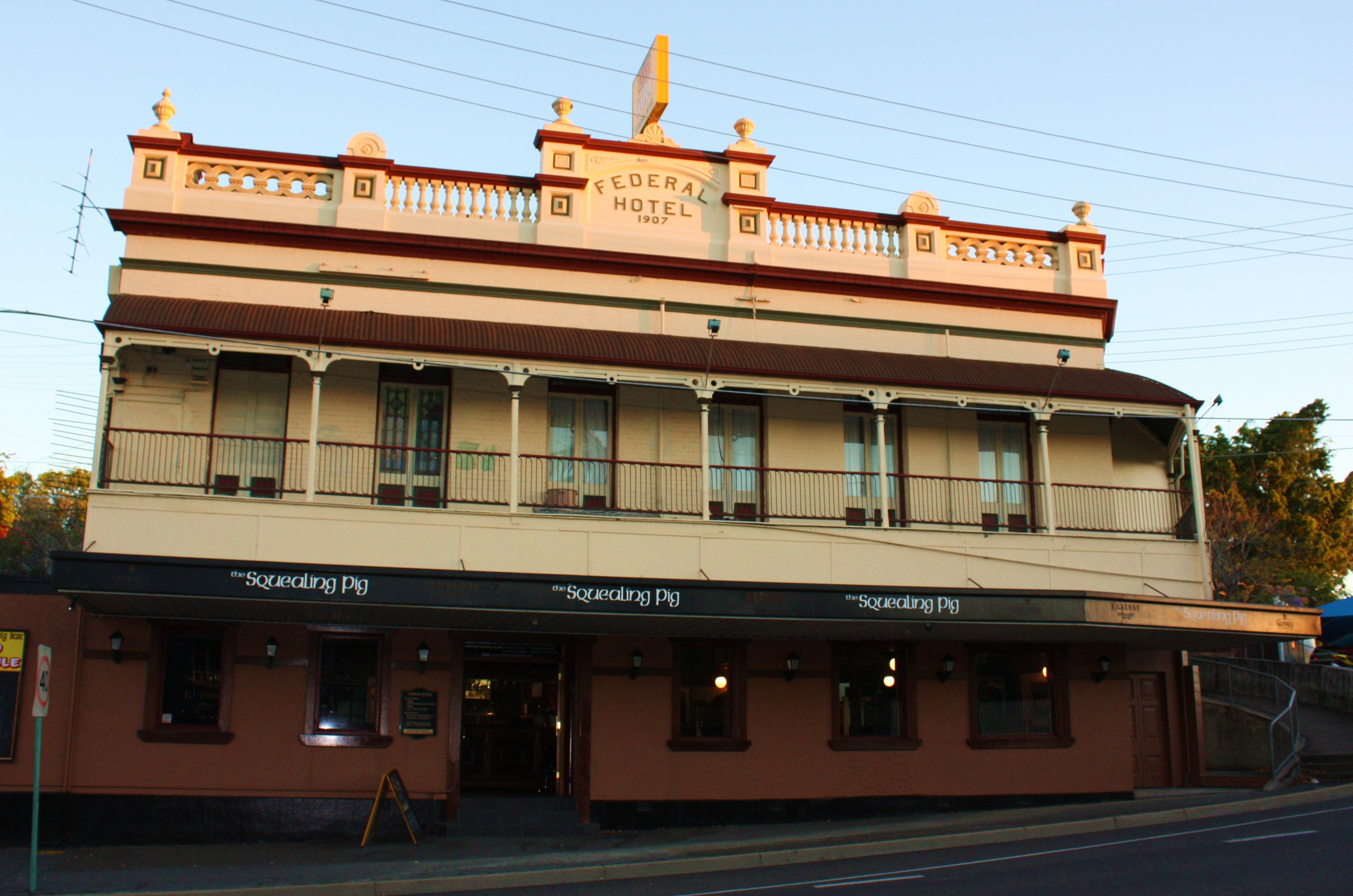
Готель
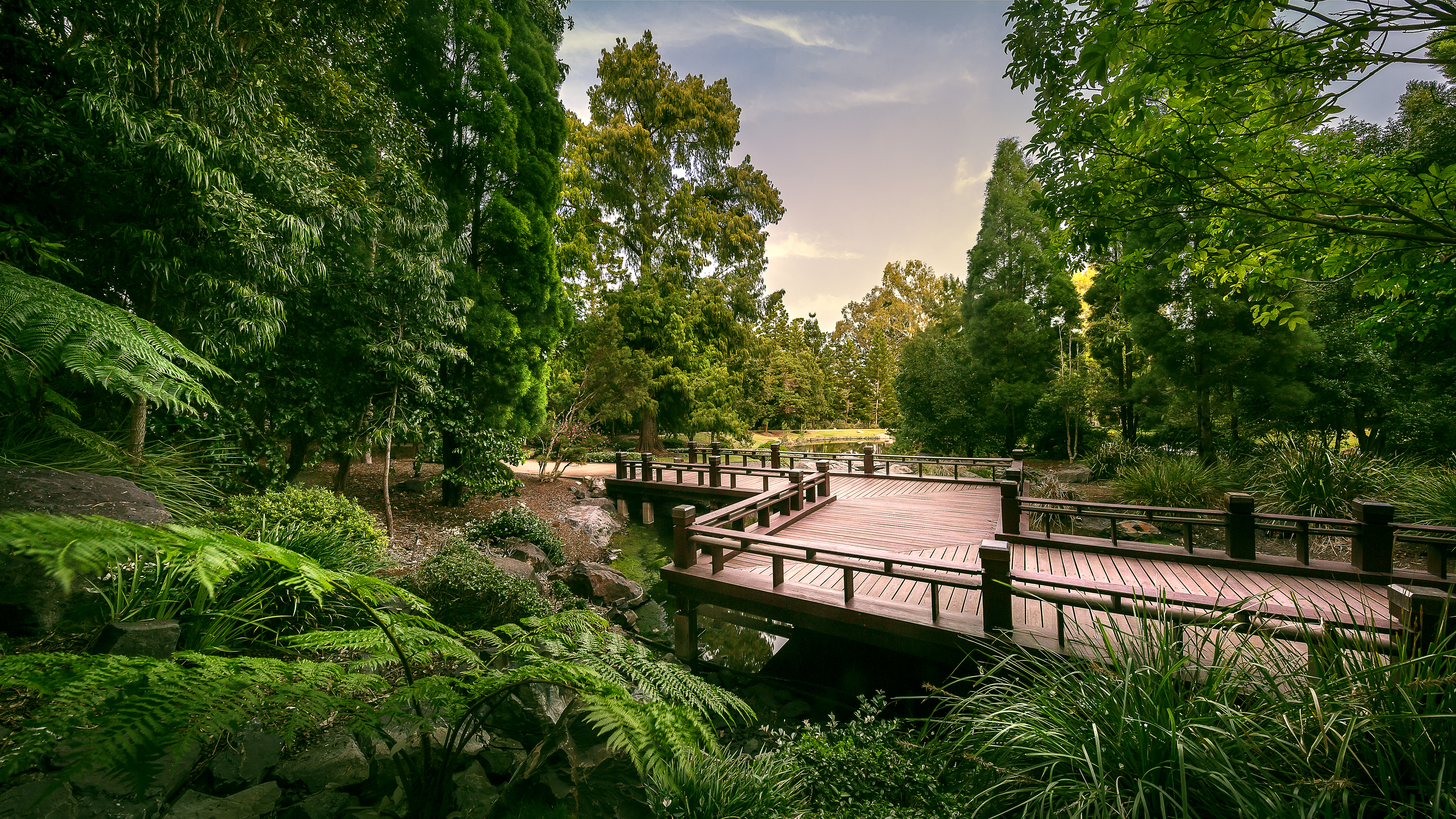
Квінс-Парк
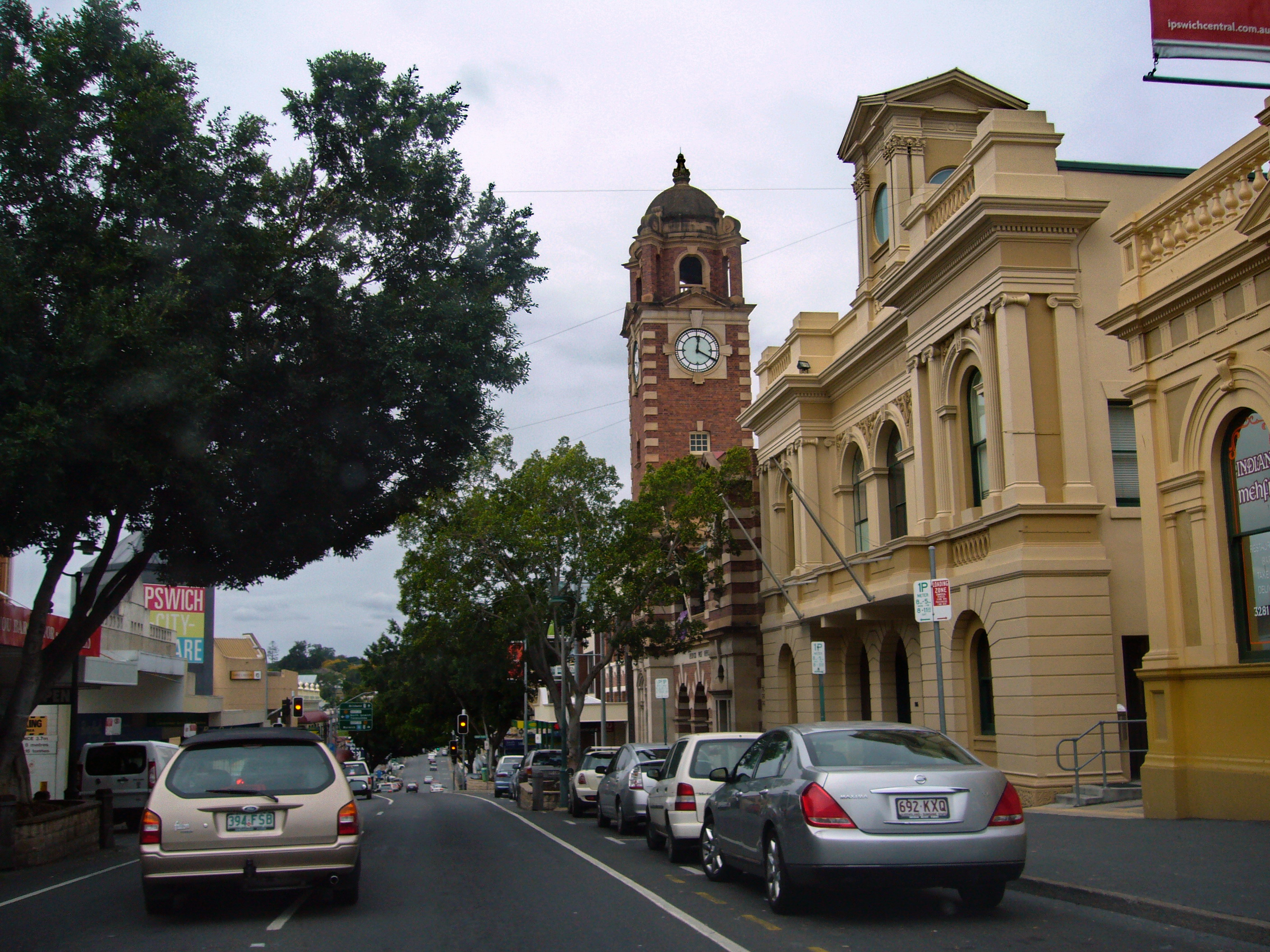
Вулиця в Іпсвічі
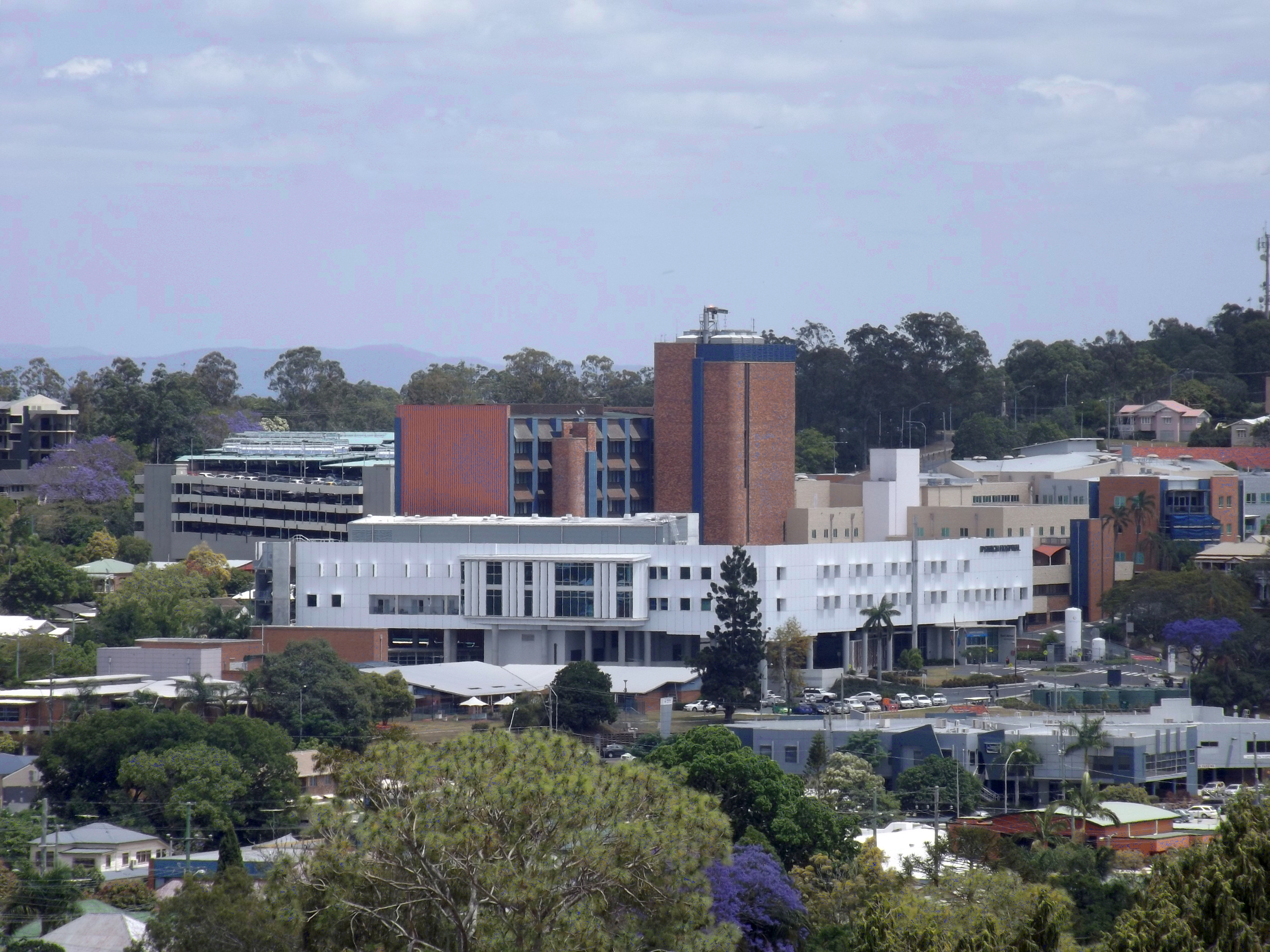
Лікарня
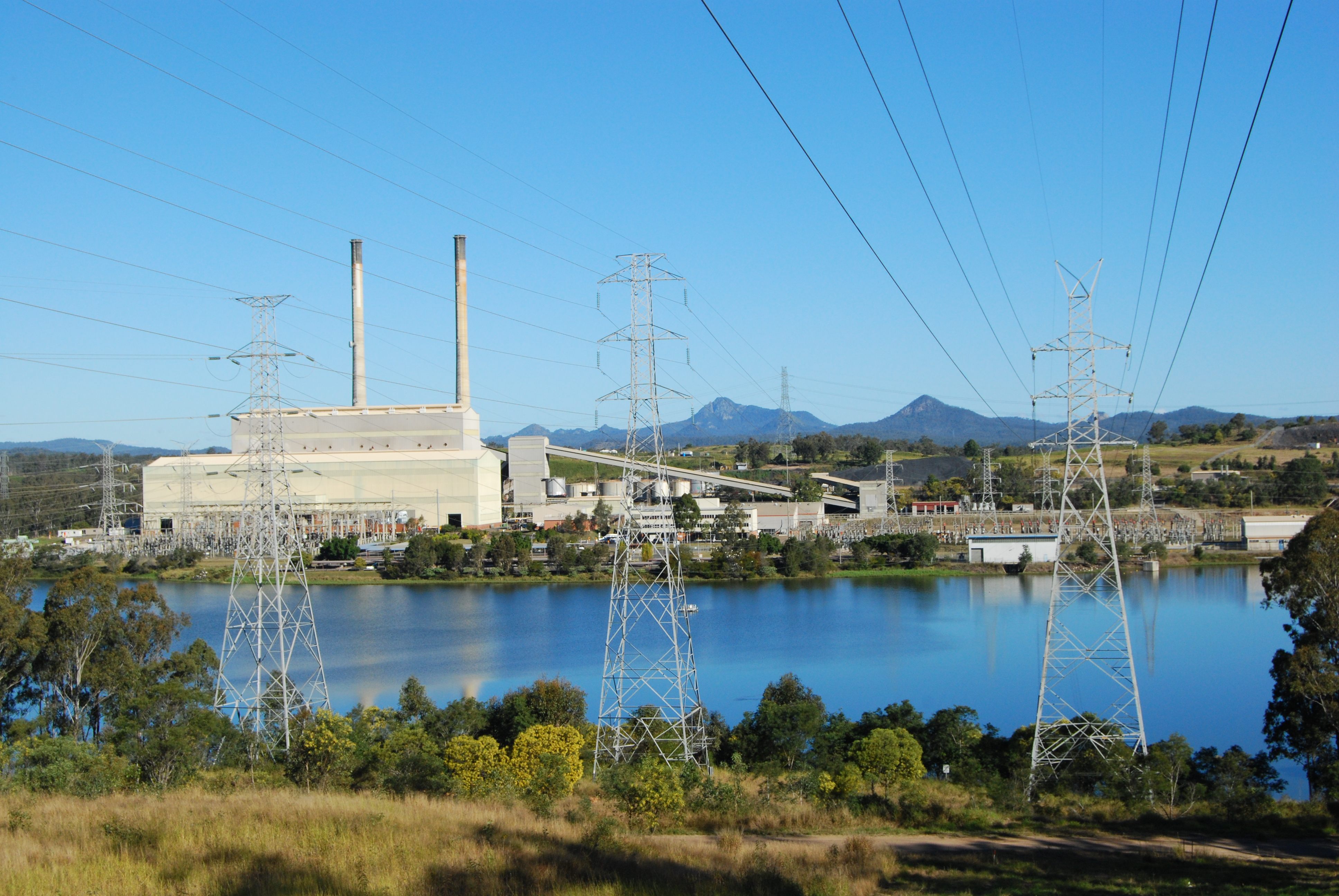
Електростанція
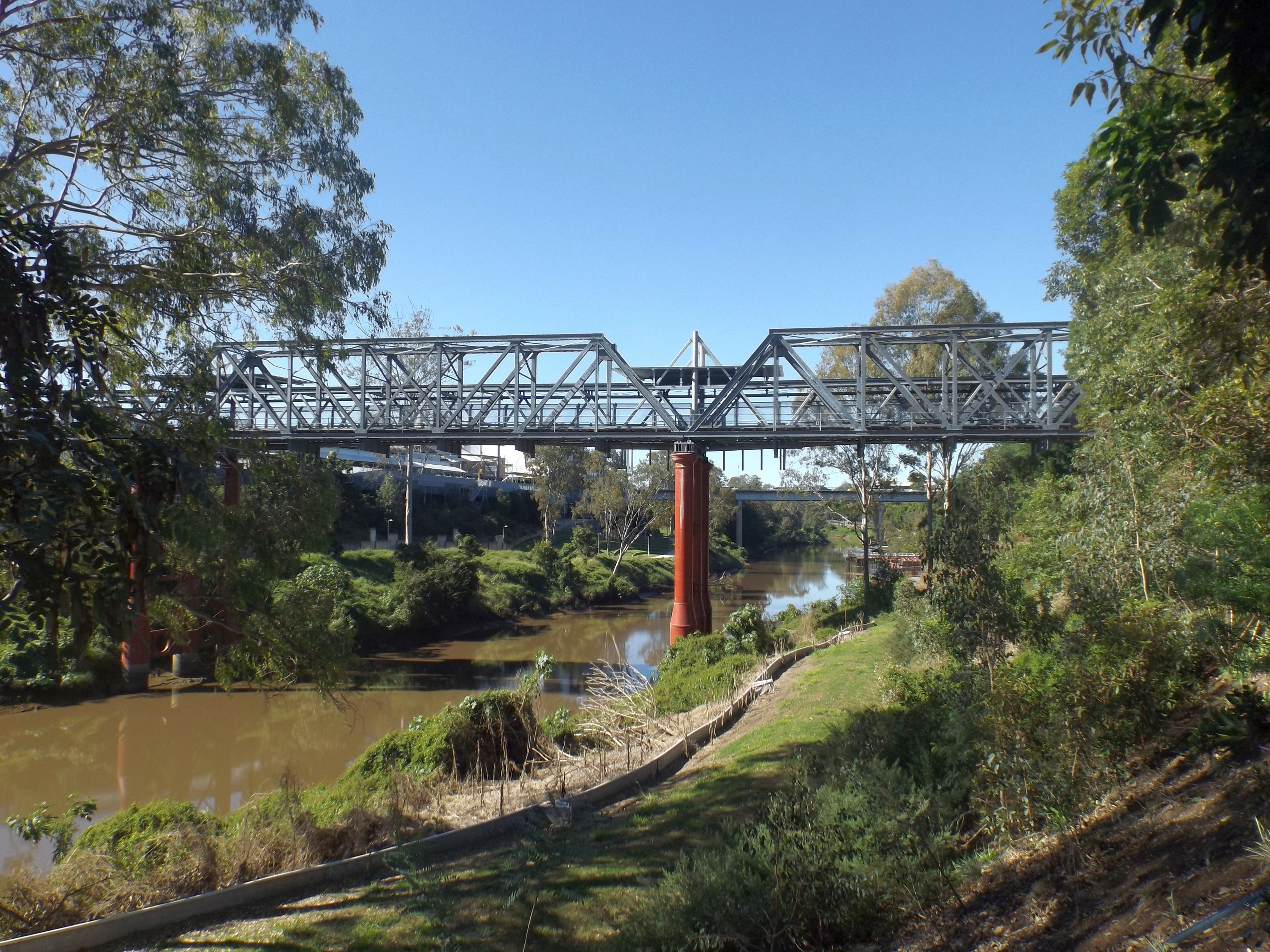
Залізничний міст через річку Бремер
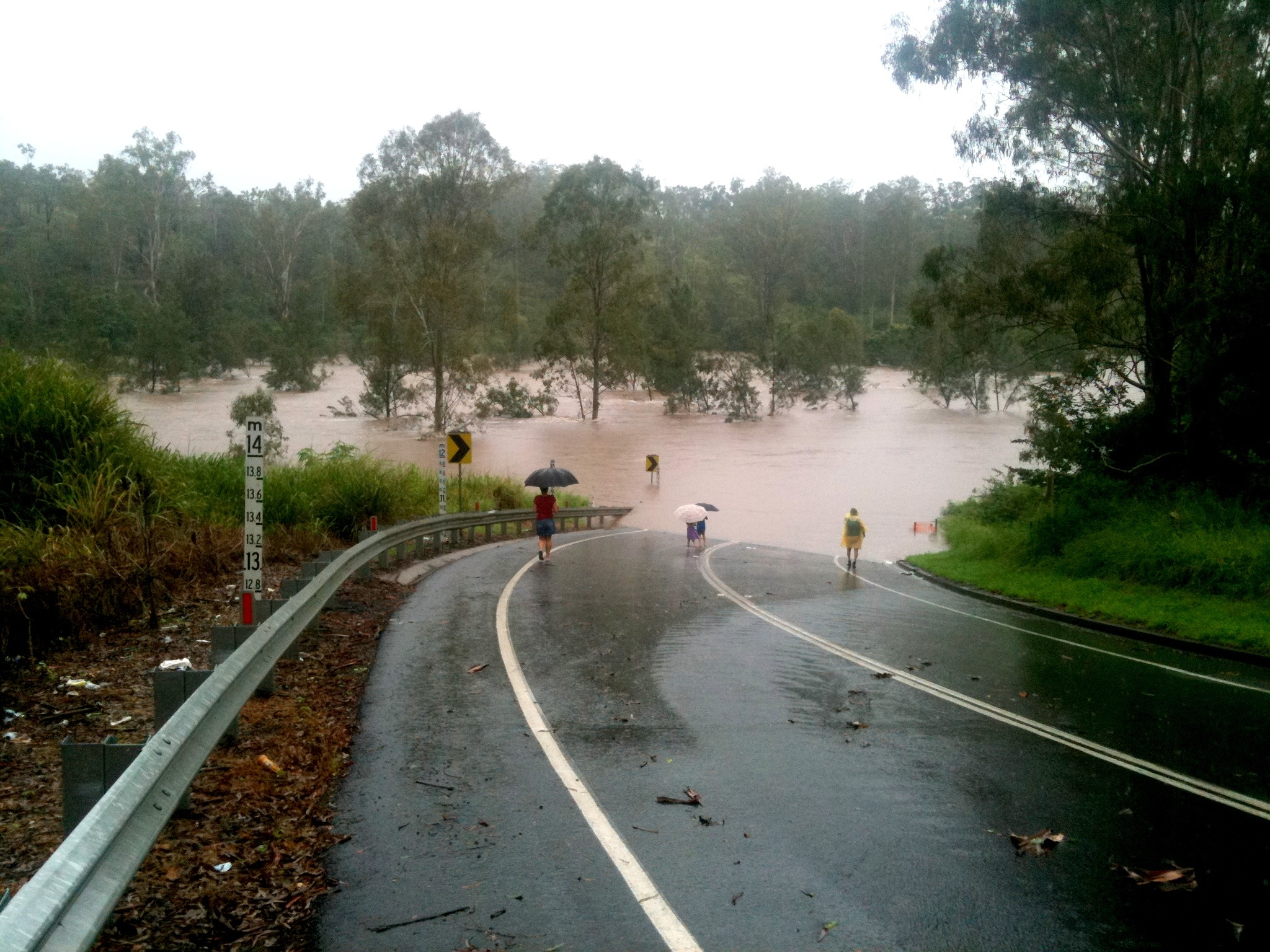
Повінь
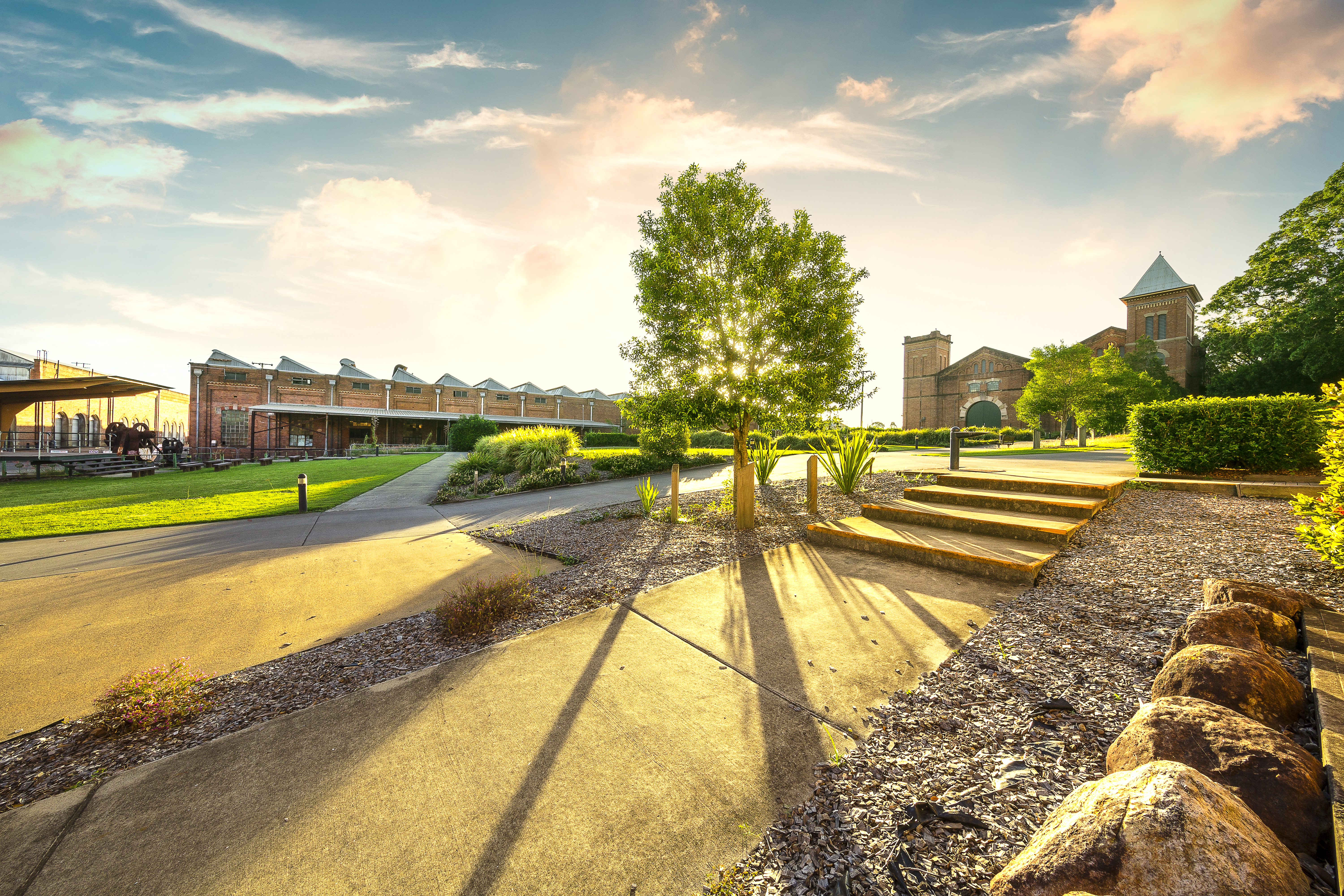
Залізничний музей
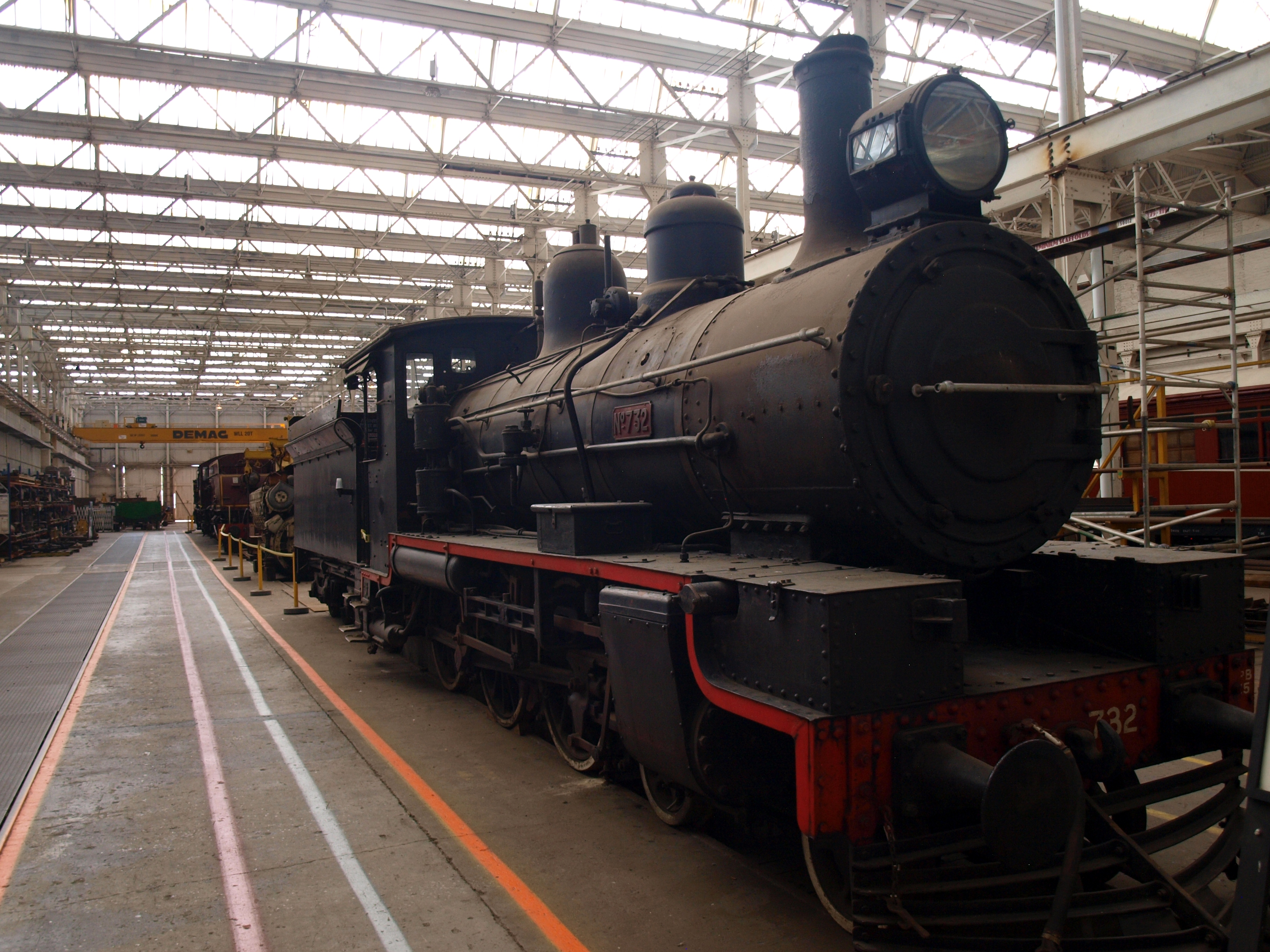
Залізничний музей (інтер'єр)